# Géologie du Tarn
Le département du Tarn est à cheval sur deux ensembles géologiques majeurs de la France : le Bassin aquitain à l'ouest et le Massif central à l'est. Ce département abrite un important bassin houiller, dont Carmaux est le centre historique et économique.

## Histoire géologique
Au Paléozoïque, la région est sous les mers où se déposent des sédiments. L'orogénèse hercynienne soulève le substrat et forme la chaîne du même nom, dont le Massif central et ses ramifications locales, la Montagne Noire et les Monts de Lacaune, sont les vestiges. Lors de cette érection, les sédiments sont plissés et métamorphisés. À la fin de cette période, le massif du Sidobre, pluton originaire du manteau, cristallise en profondeur. Les creux du relief sont noyés sous des lacs où une végétation de fougères arborescentes s'installe. Les glissements de terrain successifs recouvrent cette végétation par couche, transformant lentement les veines de végétation en charbon par houillification. Le paysage se modifie au cours du Permien et du Trias par l'érosion.
Au cours du Jurassique, la mer envahi le nord du Tarn avant de se retirer définitivement au début du Crétacé ; au cours de cet épisode, les strates calcaires qui donneront les causses du Quercy se déposent.
Lors du début de l'orogénèse alpine, les anciennes roches sont soulevées et les montagnes rajeunies. Elles subissent l'érosion durant l'Éocène qui donne des argiles rouges à graviers. L'ouest du département, moins touché par les mouvements, est envahi par l'eau douce. Des calcaires et molasses sédimentent. Entre le Miocène et le Pliocène, le soulèvement alpin récent entraine le Massif Central. Le relief du Tarn actuel se forme alors.
Le trajet actuel des rivières date de cette époque. Elles érodent leurs rives et charrient des roches détritiques venues de l'amont. Sur les terrasses anciennes se déposent des alluvions qui subissent à leur tour l'érosion, lessivant les couches superficielles. Enfin, des dépôts récents de graviers, sables et limons ont lieu dans le lit des rivières et sur les berges proches.

## Ensembles géologiques

### Montagne Noire et monts de Lacaune

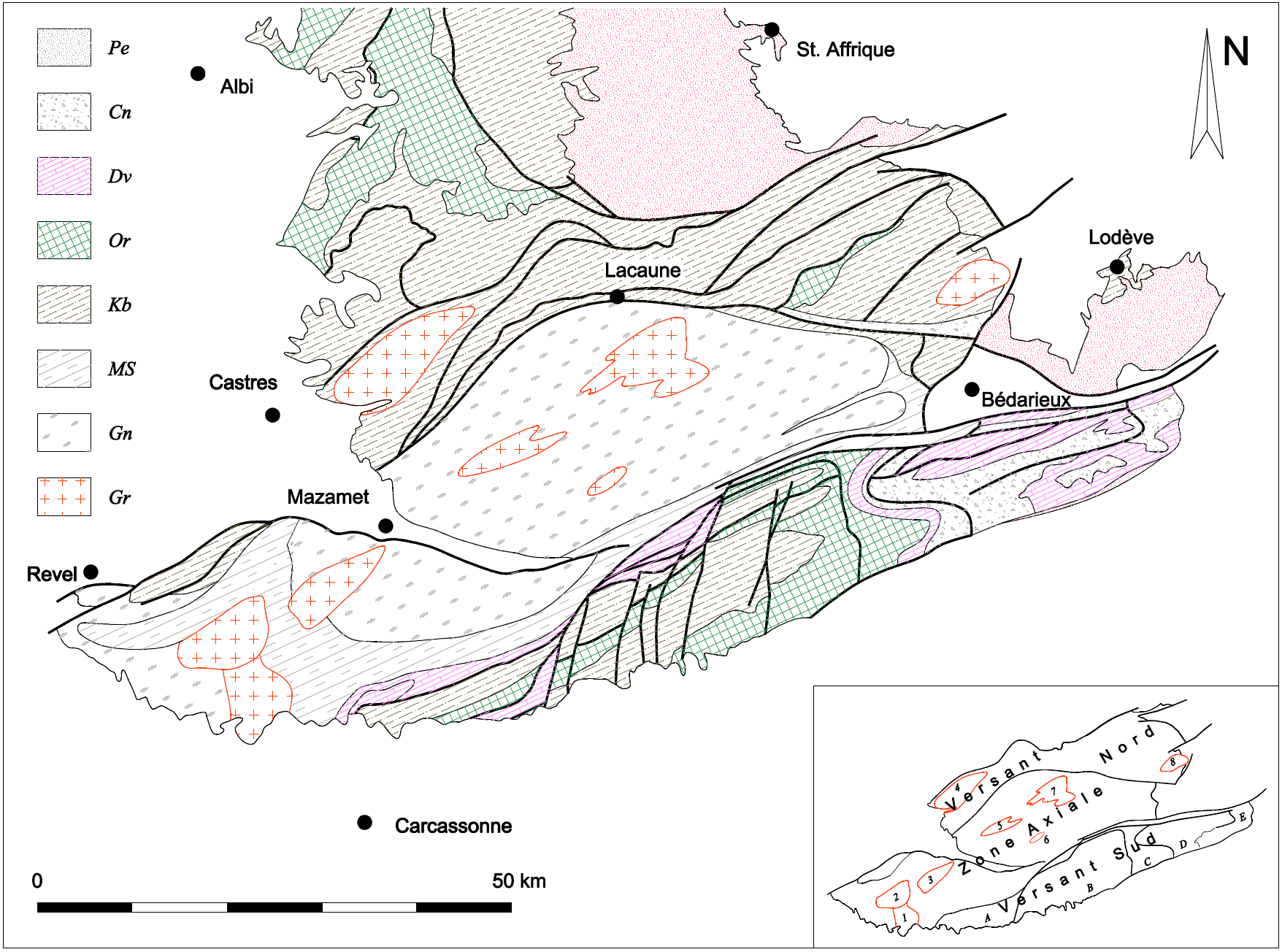
Carte géologique des monts de Lacaune à la montagne Noire.

Les monts de Lacaune et la montagne Noire sont deux massifs de même origine géologique et historique. Seuls le Sidobre et le creusement de la vallée du Thoré ont séparé ces deux entités.
Les roches métamorphiques qui constituent ces massifs sont des schistes et des gneiss. Les schistes sont feuilletés et peuvent contenir des fossiles de trilobites ou d'échinodermes. Ils sont issus de la métamorphisation de roches sédimentaires et magmatiques très anciennes. Les couches sont parcourues de failles liées aux mouvements anciens.
Ces roches donnent des terres qui sont restées pauvres, acides et gardant peu l'eau. Couplée à une bonne pluviométrie, c'est une zone de petite à moyenne montagne dévolue à l'élevage grâce aux prairies naturelles et artificielles. Les parties les plus pentues sont restées en forêts, naturelles ou plantées de résineux. La pierre a été utilisée comme matériau de construction, que ce soit pour les murs en pierre ou pour la toiture en ardoise ; aujourd'hui, ces carrières sont fermées. Ponctuellement, quelques plutons granitiques affleurent.

### Le Sidobre

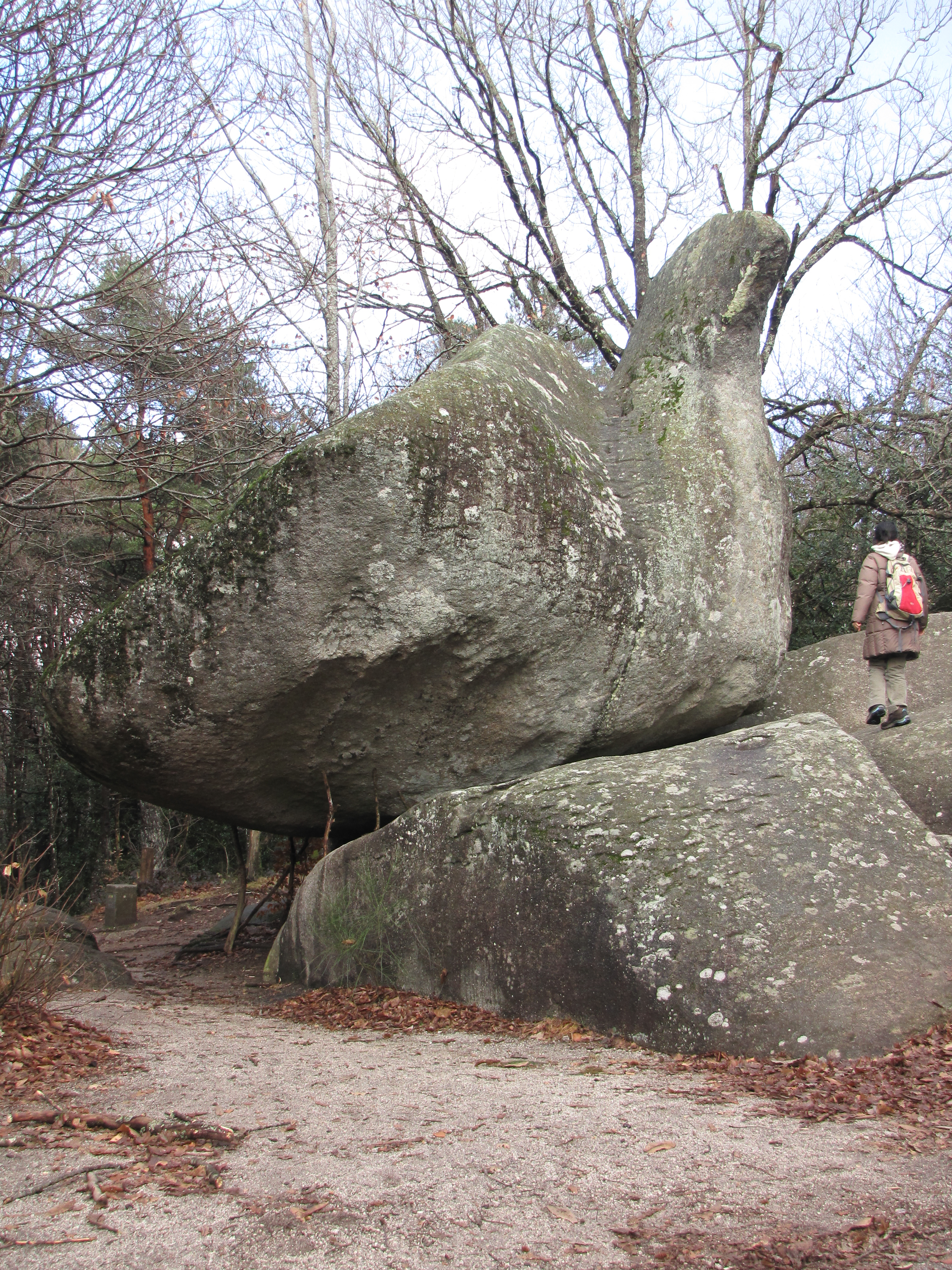
Roc de l'oie.

Le Sidobre est un massif issu de la mise en place d'un pluton granitique. Il est apparu en surface grâce aux orogenèses successives et à l'érosion qui a décapé les couches qui le recouvraient. Il a une forme ovale d'environ 15 km dans l'axe sud-ouest nord-est et 8 km dans la largeur nord-nord-ouest sud-sud-est. Il est entouré de roches encaissantes (calcaires, schistes et grès) qui ont subi un métamorphisme de contact en raison de la chaleur du magma lors de la mise en place du pluton.
Il est constitué de granite bleu au centre et de granite clair en périphérie. Il est exploité en carrières pour la production de pierres tombales, pavés, trottoir, plans de travail... En surface, la terre issue d'arène granitique est très pauvre : peu de matière organique, peu de matériaux de cohésion et faible rétention en eau. L'agriculture est quasi inexistante et le massif est couvert d'une forêt chétive. Outre l'exploitation de la pierre, la principale ressource locale est le tourisme : chaos, lac du merle et roches caractéristiques fléchées par un circuit : peyro clabado, roc de l'oie, trois fromages, roc tremblant...

### Massif de la Grésigne

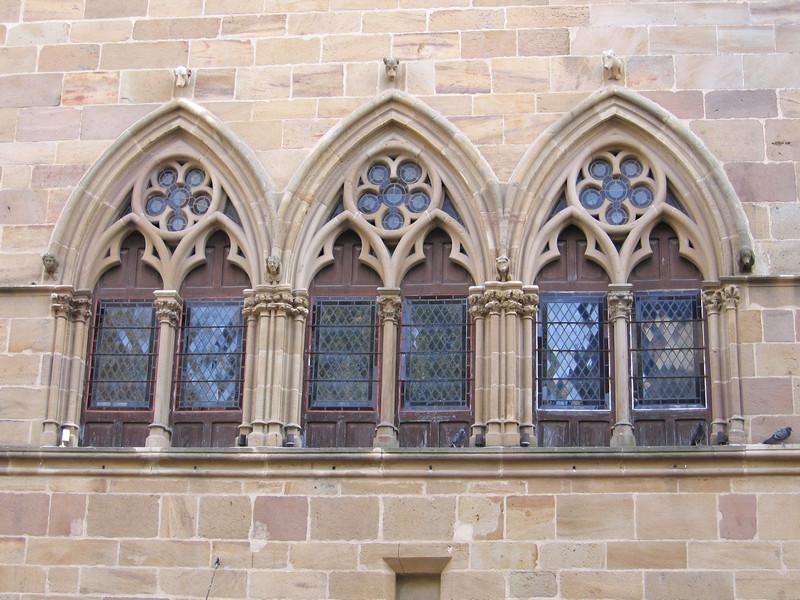
Maison de Cordes-sur-ciel en grès rouge de Salles.

Le massif de la Grésigne est constitué de dépôts sédimentaires très anciens du Permo-Trias. Ces argiles, marnes et calcaires sont très peu fossilifères, mais des fougères terrestres indiquent un milieu d'où la mer s'est retirée. Ils ont une granulométrie croissante de la surface vers la profondeur. La stratigraphie et la comparaison avec d'autres bassins similaires (Rougier de Camarès en Aveyron) a permis leur datation. La couleur rouge est à mettre au crédit d'oxydes de fer. Les argiles de type illite indiquent une formation sous climat méditerranéen.
Les sols qui en résultent sont lourds et difficiles à travailler. C'est la raison d'existence de la forêt domaniale de Grésigne : en sous-bois, le sol brun est fertile et la pluviométrie donne une bonne pousse régulière des arbres. La roche mère en sous-sol est solide. Les grès rouge de Salles ont permis de construire les remarquables maisons gothiques de Cordes-sur-Ciel grâce à la structure de la pierre : sans veines, elle est facile à travailler sans fissures mais résistante.

### Le Ségala

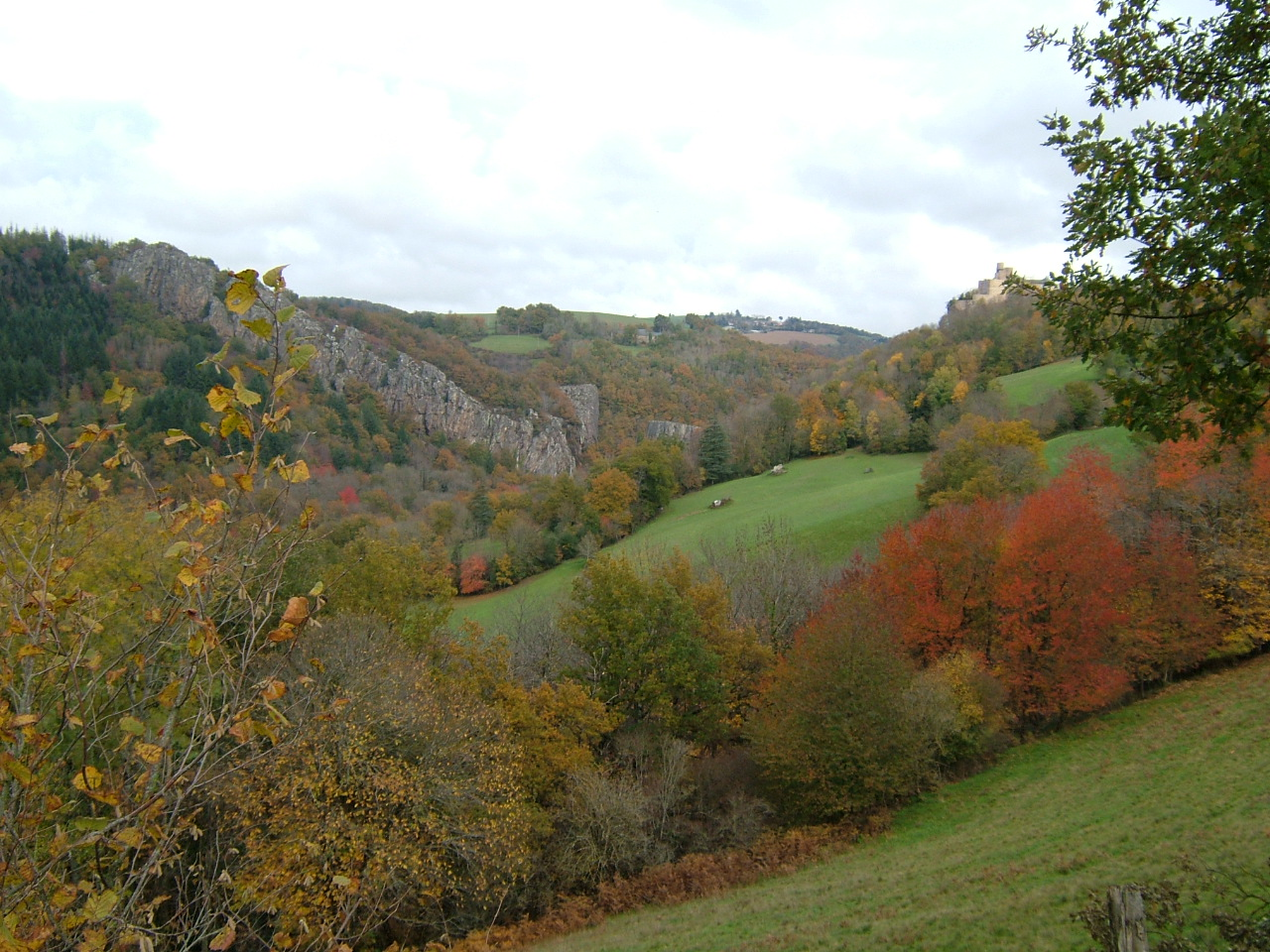
Gorges de l'Oulas à Paulin.

Le Ségala tarnais s'étend des monts de Lacaune à la vallée du Viaur. De même nature géologique que les monts de Lacaune, ils s'en différencient géographiquement par un relief plus doux et l'absence de sommets, même s'il existe des exceptions comme le Puy Saint-Georges.
Le paysage du Ségala est une pénéplaine à relief inversé : les rivières et ruisseaux ont creusé le relief, parfois en gorges profondes et sauvages. Les terres acides néfastes au blé, ne permettaient la culture que du seigle, d'où son nom. La généralisation du chaulage a fait remonter le pH du sol et autorisé la culture de nombreuses céréales et pommes de terre. Cependant, la pluviométrie élevée qui permet une bonne pousse de l'herbe en a fait une région d'élevage ovin (lait pour le Roquefort) et bovin. (veau fermier du Ségala)

### Causses

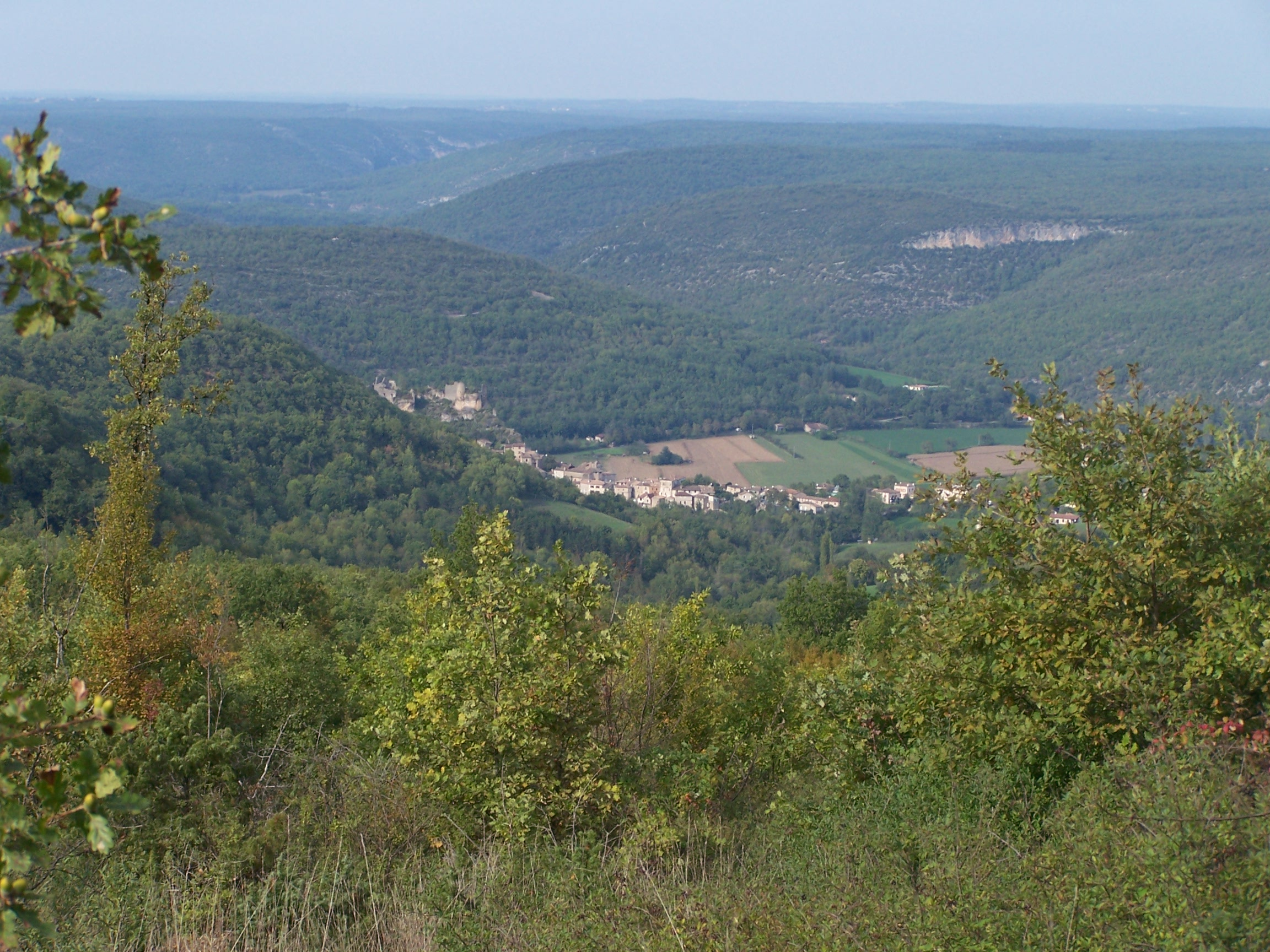
Penne dans la vallée de l'Aveyron.

Deux entités géologiques se distinguent, nées à la même époque dans des conditions analogues. Ce sont des dépôts calcaires.
L'extrême nord-ouest du Tarn possède une petite portion des Causses du Quercy dont il est séparé de l'ensemble des causses au nord, par les gorges de l'Aveyron. Au cours des jurassique et crétacé, la mer recouvre cette région. De nombreux fossiles permettent de dater avec précision les strates : gryphées, pecten, ammonites, bélemnites... L'action ancienne de l'eau a développé un réseau karstique important. Des grottes ont été découvertes dès le Paléolithique et des représentations d'art pariétal sont visibles dans la grotte de la Magdeleine à Penne. Les strates de calcaire dur sont boisés dans le zones à forte pente et parfois défrichées en maigres pâtures sur le plateau. (rendosol) Une dépression est emplie de marnes et argiles. La végétation est constituée de chêne pubescent, buis, genévrier, chêne vert de type méditerranéen, pauvre à l'agriculture, tandis que la combe et la plaine alluviale de l'Aveyron sont propices au maraichage.
Entre Castres et Mazamet, au sortir de la vallée du Thoré, le causse de Labruguière est un plateau calcaire original au milieu de roches métamorphiques. Il s'est formé par dépôt de sédiments en milieu lacustre. C'est une région au sol pauvre. Autrefois vouée à l'élevage ovin, sa situation de terres à faible valeur agricole au cœur de la Communauté d'agglomération de Castres - Mazamet en a fait un lieu privilégié d'aménagements commun aux deux villes : aéroport et hôpital.

### Argiles rouges à graviers
Les argiles rouges sont des roches sédimentaires détritiques issues de l'érosion active des reliefs du massif Central. Elles sont composées d'alternance de couches d'argiles et de graviers. Elles se sont déposées dans le delta de rivières débouchant dans un lac et traduisent l'irrégularité du flux des rivières, érodant tantôt la partie fine (argile), tantôt arrachant des portions de roche lors d'épisodes pluvieux violents[Information douteuse]. En bordure de la forêt de la Grésigne, les angles vifs des graviers renseignent sur le cours chemin parcouru : ils ne sont pas roulés comme les galets de rivières. La nature chimique des graviers dépend du substrat de la montagne érodée : dans la Grésigne, les graviers sont de nature gréseuse et calcaire, alors que le long de la ligne Carmaux-Saint-Juéry-Castres, les graviers ne contiennent pas de calcaire, mais du granite et du schiste issu des monts de Lacaune et du Sidobre. Leur âge est daté par la stratigraphie des couches qu'elles recouvrent ou qui les recouvrent, étant donné la quasi absence de fossiles ; elles se sont déposées entre le Lutécien et le Rupélien du sud vers le nord. Leur épaisseur va croissant dans la même direction, dépassant 100 m entre Vindrac et Bruniquel dans le Tarn-et-Garonne. En revanche, la relative faible largeur de leur affleurement vient du fait qu'elles ont été recouvertes dans les parties plus basses par l'épisode suivant : les molasses.
Elles ont donné naissance à des sols souples, profonds et acides. (siliceux) Certains ont été délavés et sont asphyxiants et pauvres de type boulbènes, d'autres ont gardé un équilibre avec présence de matière organique : les sols bruns. .

### Coteaux molassiques

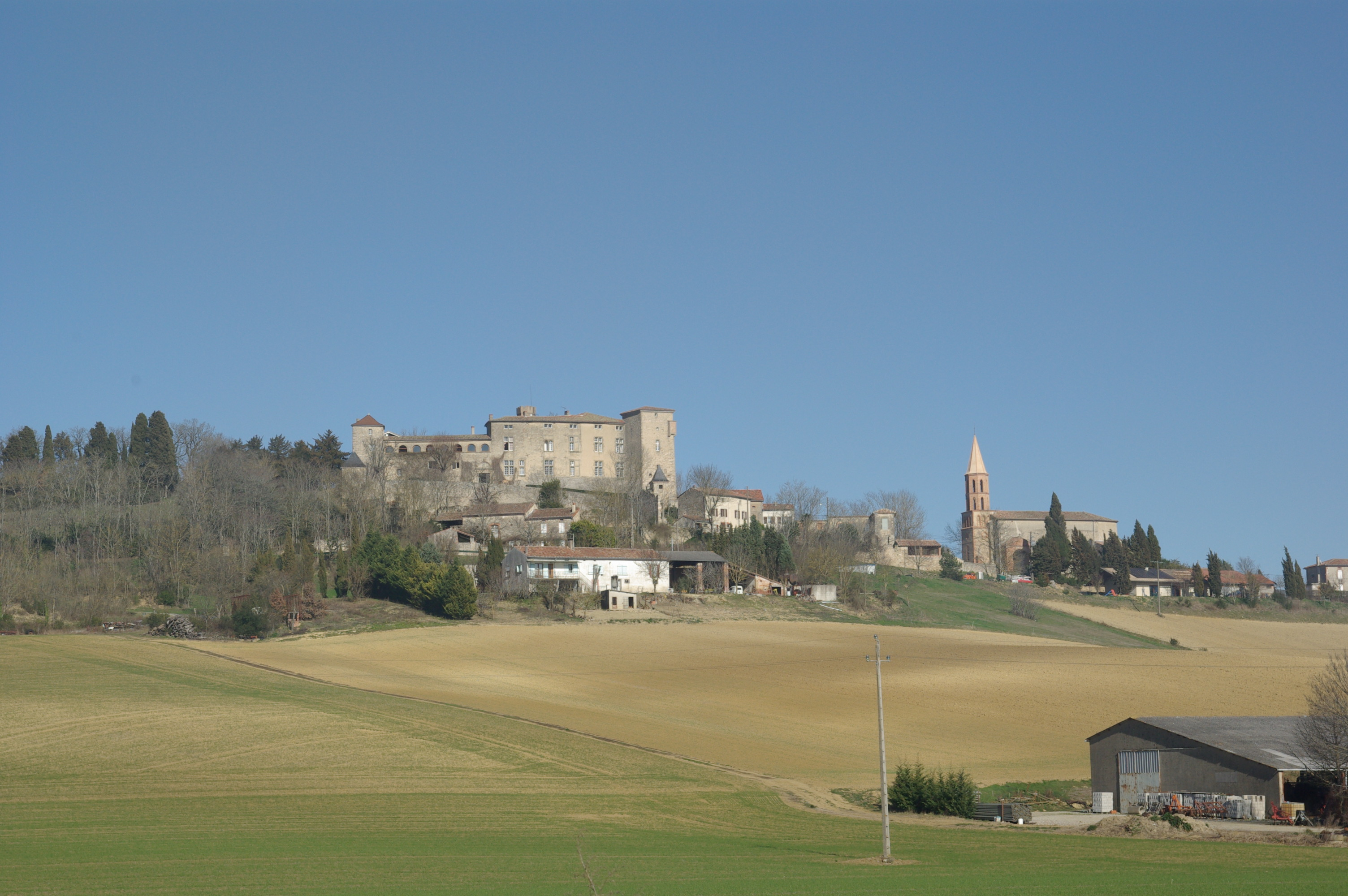
Château de Montgey sur un sommet rocheux.

Les coteaux molassiques de l'ouest du département sont une formation géologique mêlant marnes, sables, graviers et grès avec présence de calcaire. Elles sont constituées de couches géologiques de composition et épaisseur variables, suivant les alluvions apportées lors de leur sédimentation. Ces caractéristiques traduisent une alimentation avec des cours d'eau à débit très variable au pied d'un relief. Les rares fossiles de petite taille révèlent une sédimentation en climat tropical. Certaines couches d'argile à graviers sont souples, d'autres composées de grains soudés par un ciment argilo-calcaire peuvent être très dures et servir de pierre de construction. Ces roches à majorité calcaire peuvent prendre la forme de grands espaces comme pour le plateau cordais, révélant la présence ancienne d'un vaste lac au Rupélien. L'épaisseur des couches peut dépasser la centaine de mètres grâce à un enfoncement du fond du lac, en partie à cause du poids des sédiments. Les couches de molasses calciques dures sont à l'origine de la falaise qui surplombe le Tarn au nord d'Albi, entre Arthès et Marssac-sur-Tarn et de celle du Dadou entre Laboutarié et Graulhet. Du côté de Lautrec, la couche solide prend l'aspect d'une cuesta. Ailleurs, c'est un paysage vallonné avec, par endroits, des sites rocheux ayant résisté à l'érosion.
Ces coteaux sont présents à l'ouest d'une ligne Carmaux-Dourgne, entre les plaines alluviales. Ce sont des terres agricoles riches et profondes dont la teneur en argile permet de stocker de grandes quantités d'eau. Les molasses gréseuses ont une végétation naturelle à base de chênes et châtaigniers. Les molasses calcaires portent des chênes pubescents sur un rendosol épais de 20 à 40 cm.

### Sédiments récents

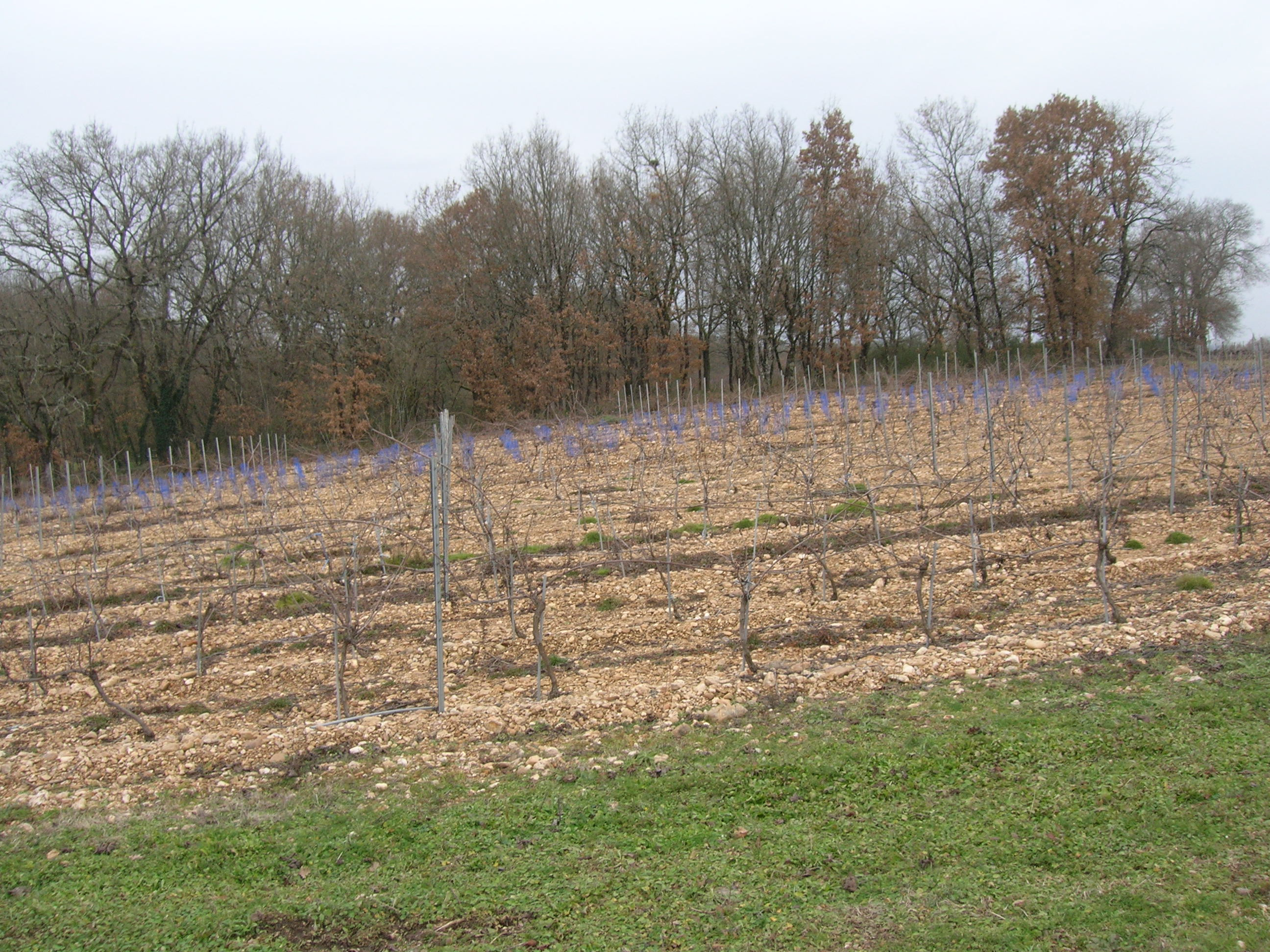
Terrasse de graviers dans le vignoble de Gaillac.

Durant le Pléistocène, la succession de périodes glaciaires et de réchauffements entraine des variations importantes du débit des rivières. Elles changent de lit et créent des méandres dans les roches tendres et creusent les roches dures. Les trois principales rivières, le Tarn, le Dadou et l'Agout, ont une évolution semblable. Les périodes de grandes eaux érodent le relief et déposent en haut du lit des sédiments grossiers et fins mélangés. Ils finissent par créer des terrasses supérieures. Le retour à un débit moindre creuse ces sédiments et révèle les terrasses hors d'eau. Les pluies vont ensuite lessiver ces roches tendres. Elles appauvrissent le substrat superficiel et créent un horizon très dur quelques dm sous la surface. (grep) Les terrasses inférieures, plus basses et jeunes, sont constitués de graviers, sables et limons en proportion variables. La plaine alluviale est large de 3 km en moyenne pour le Dadou à 10 km pour le Tarn. Ces couches géologiques sont horizontales, trop jeunes pour avoir subi quel mouvement que ce soit.
Les sédiments lessivés des terrasses supérieures sont assez pauvres et parfois battants. Elle limite la vie du sol et la fertilité et le grep limite le chevelu racinaire entre 30 et 100 cm de profondeur. Elles sont le domaine de bois chétifs ou de la vigne autour du vignoble de Gaillac.
La première terrasse est riche, proche de la nappe phréatique et bien drainante en cas de fortes pluies. Elle donne des sols fertiles propices au maraîchage, à l'arboriculture et au vignoble des vins à Indication géographique protégée à rendement élevé. (ex vins de pays)
Les rivières plus petites n'ont pas de terrasse, juste une petite plaine alluviale limoneuse. Celles des zones montagneuses ont une allure de torrent : débit très variable sensible aux précipitations, fort étiage estival et absence de plaine alluviale.

## Exploitation minière et carrières

### Minerais
L'exploitation du sous-sol est très ancienne. Les Néandertaliens avaient trouvé et utilisé le silex des rives de la Vère. Plus récemment, les Rutènes commencèrent à exploiter les minerais de fer, de cuivre et de plomb dans des mines dont l'exploitation continue durant l'Empire Romain. Plus tard, les mines sont redécouvertes pour utiliser les éléments associés aux minerais précédemment utilisés : blende (minerai de zinc), barytine, tungstène et fluorine. Au début du XXIe siècle seules les mines de fluorine étaient encore en fonctionnement ; sur trois sites, elles assuraient 90 % de la production française et la réserve estimée à 5 600 000 tonnes est importante au niveau mondial. L'exploitation a cessé en 2005.

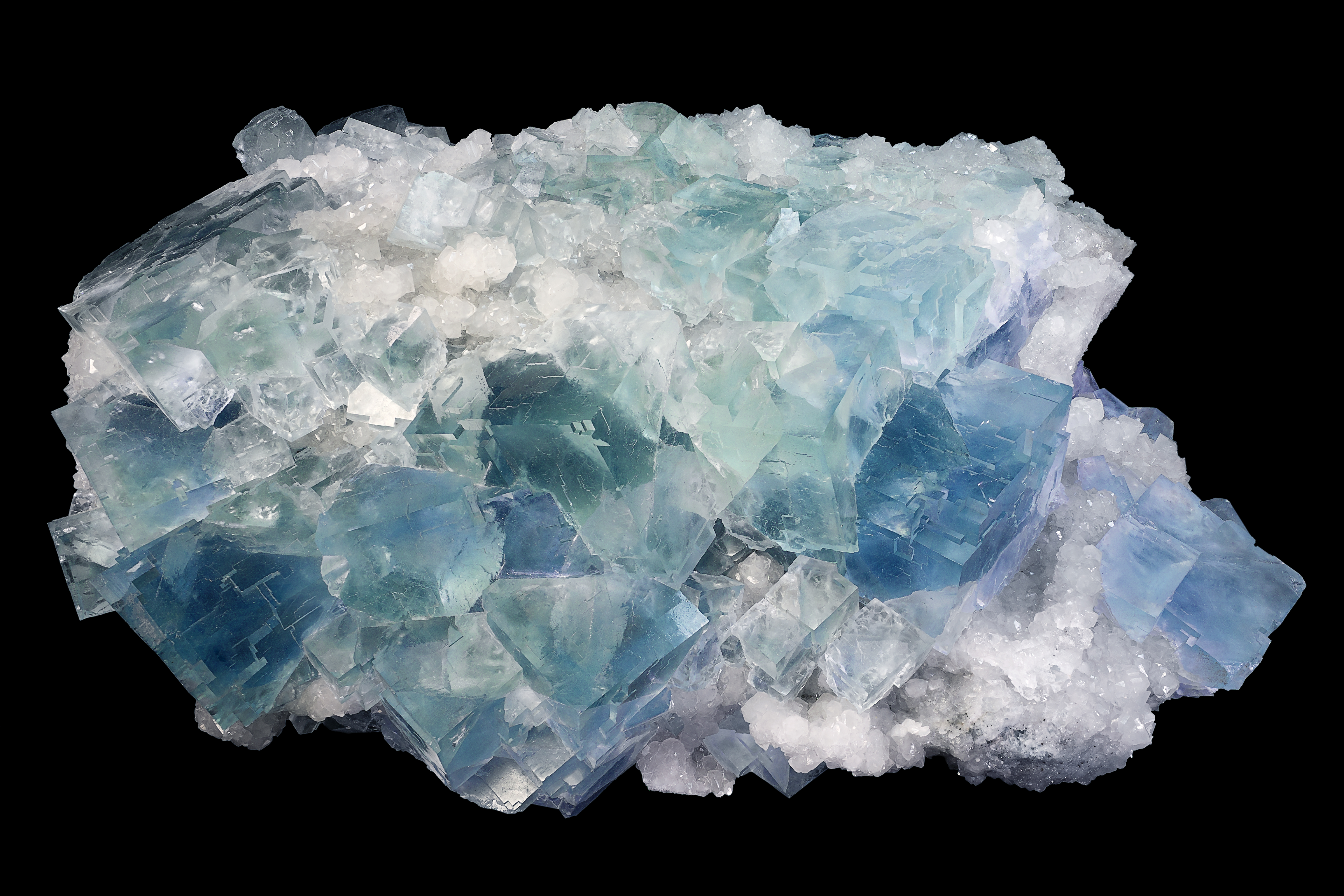
Fluorine de la mine du Burg à Alban.
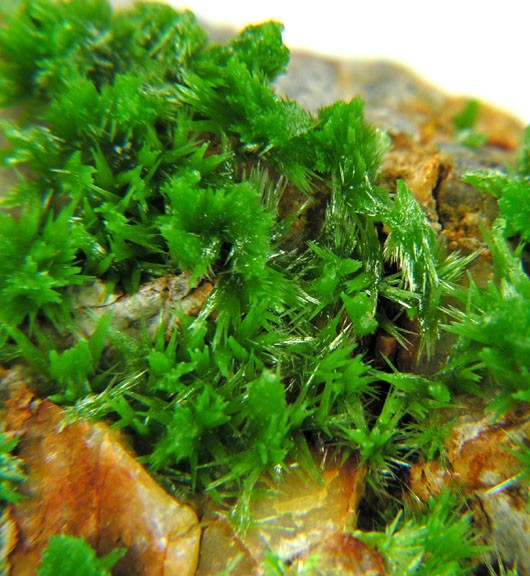
Pyromorphite de Saint-Salvy-de-la-Balme.
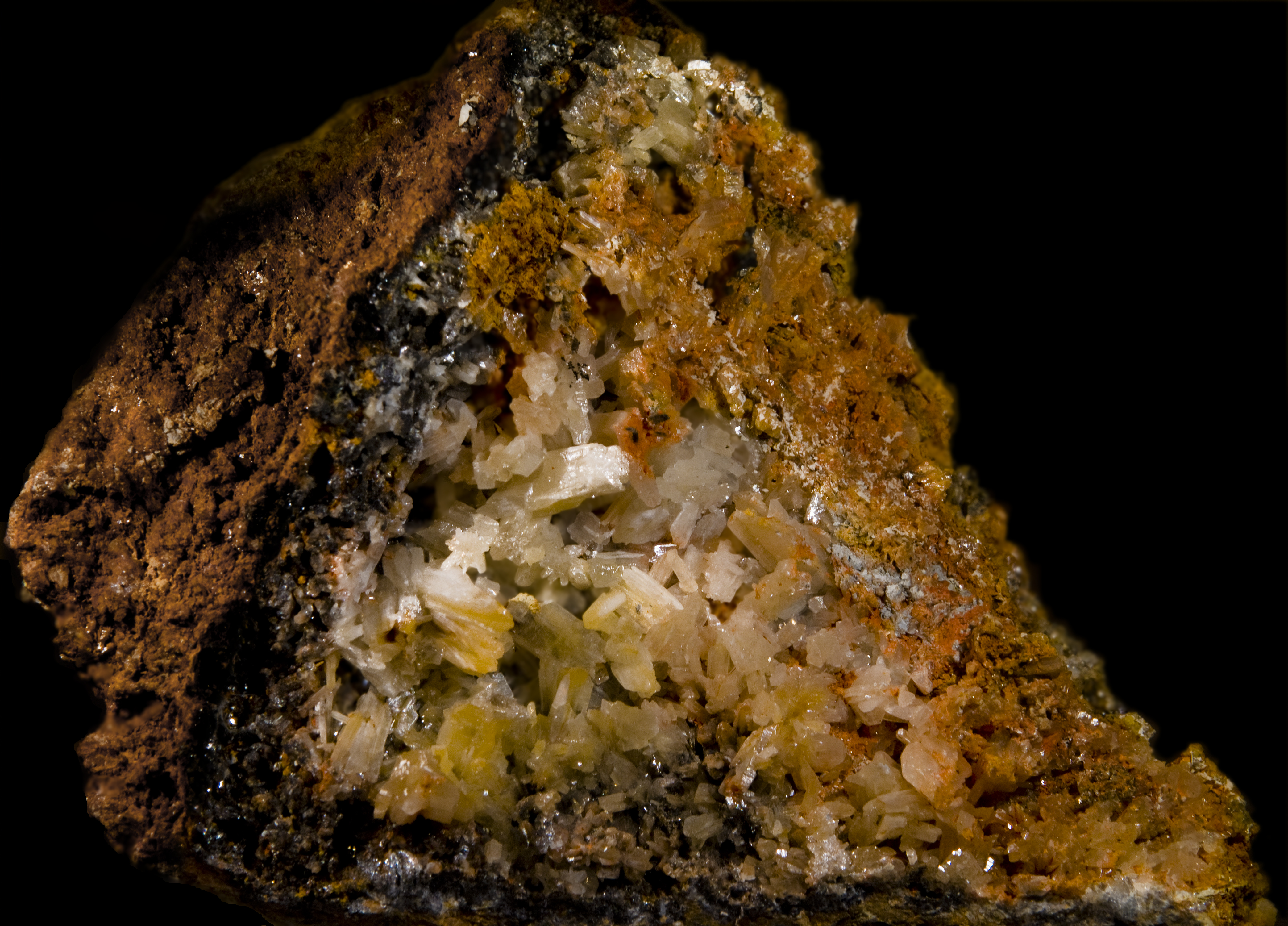
Cérussite de Saint-Salvy de la Balme.
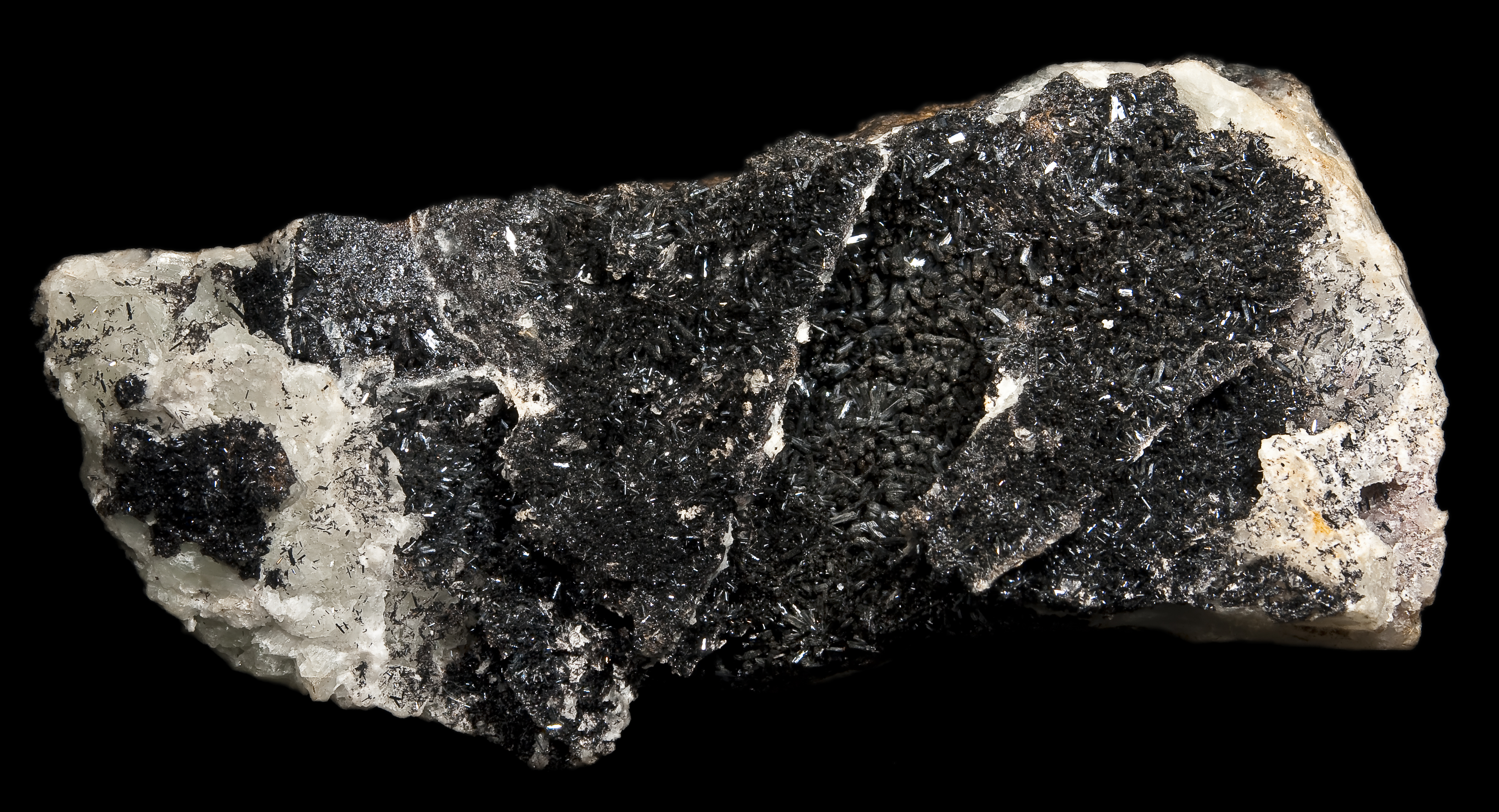
Goethite de la mine de Montroc à Villefranche-d'Albigeois.

### Charbon

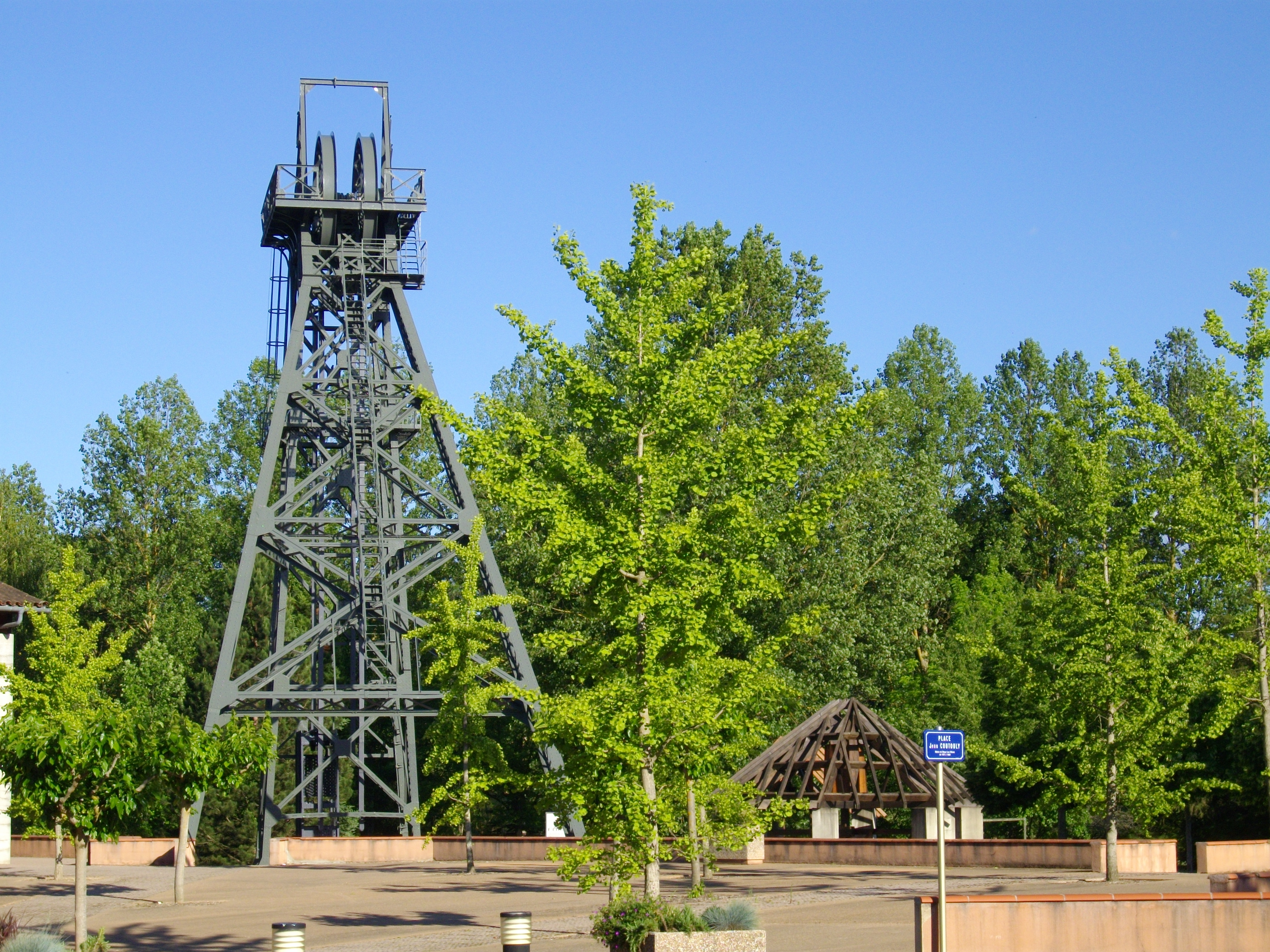
Chevalements de puits de mine de Carmaux.

Le charbon du bassin de Carmaux est utilisé au Moyen Âge par les agriculteurs qui le remontent à la surface par leur charrue. L'exploitation rationnelle à grande échelle dans des galeries dure du XVIIIe siècle aux années 1980. La fermeture des puits, en 1987, est remplacée par une mine à ciel ouvert qui fonctionne de 1989 à 1997. À cette date, toute exploitation cesse malgré la réserve encore importante.

### Granite

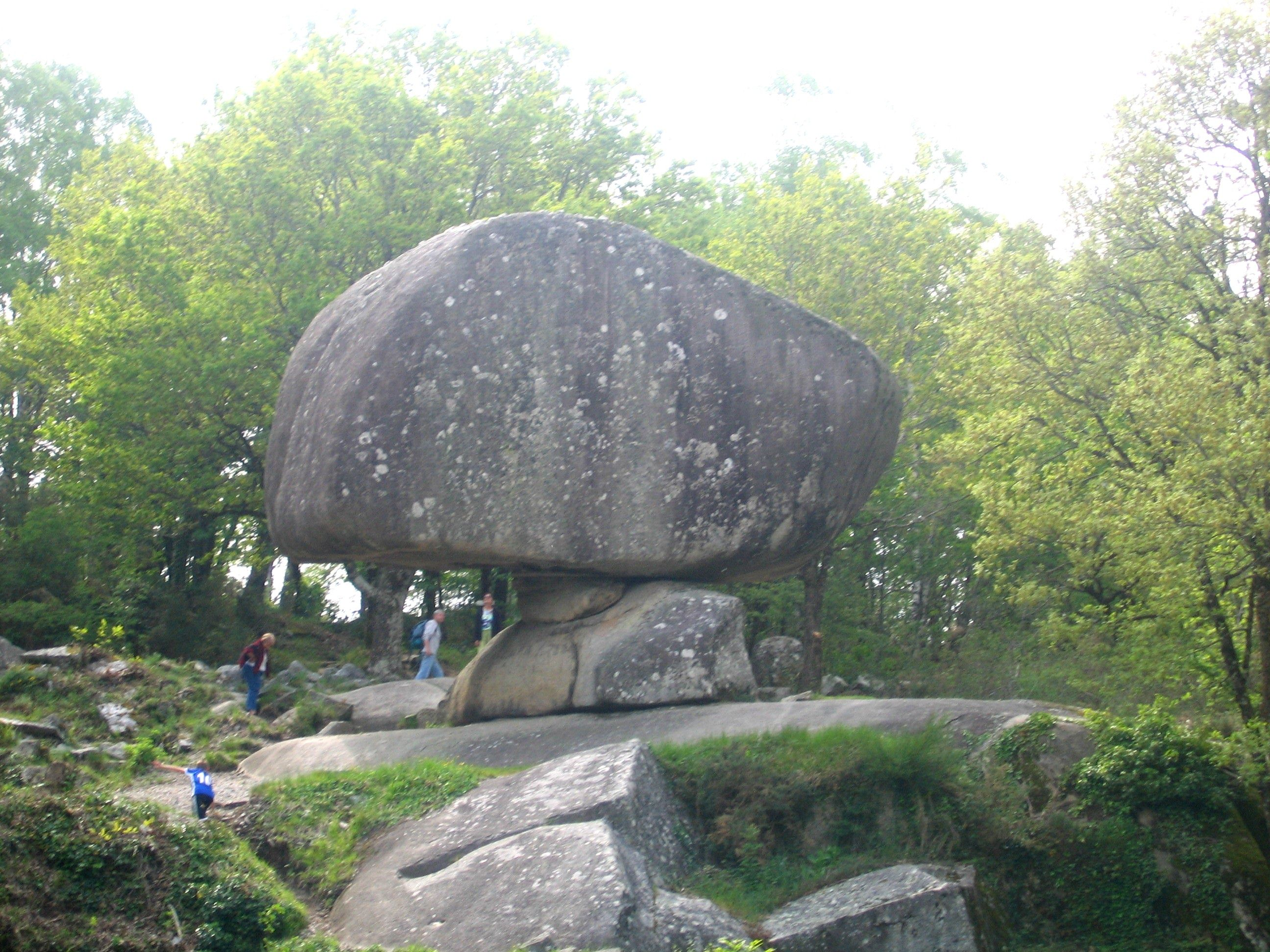
Peyro clabado, roche touristique de Lacrouzette.

L'industrie des granitiers du Sidobre prospère dans la taille et le polissage du granite gris. Cette roche très dure est utilisée en marbrerie, mais aussi pour des revêtements de sol, l'aménagement et la décoration intérieure ou encore la voirie.
Le massif granitique est connu pour ses randonnées touristiques dans un environnement de roches de formes diverses.

### Carrières et gravières
Les carrières de pierre ont existé partout dans le département pour la construction, que ce soit en calcaire, granite ou schiste. L'argile a été extraite pour la fabrication de briques et adobes, le calcaire pour des fours à chaux et les carrières d'ardoise fournissaient un matériau de couverture de qualité.
Ces petites carrières destinées à la construction ont été tuées par le développement de matériaux de construction modernes. Localement, quelques carrières se sont industrialisées ; elles fournissent sables et graviers à l'industrie et l'artisanat du bâtiment. Des gravières extraient les mêmes éléments des plaines alluviales.

## Sources